# Funny Face (film)
Funny Face is een Amerikaanse muziekfilm uit 1957 onder regie van Stanley Donen.

## Verhaal

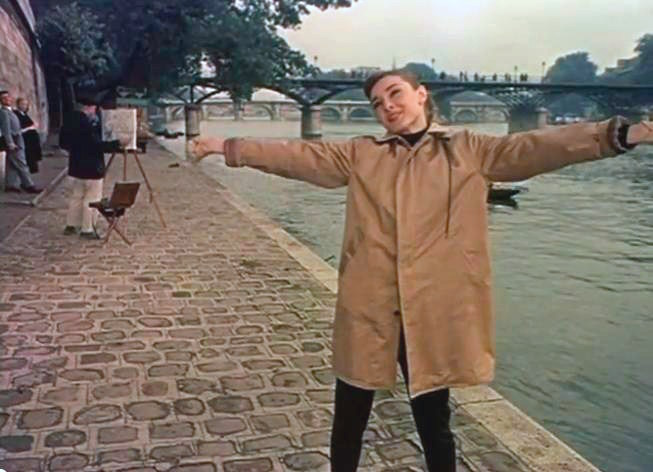
Audrey Hepburn in de trailer

De fotograaf Dick Avery werkt voor een modeblad. In een boekhandel merkt hij de verkoopster Jo Stockton op. Hij ziet in dat zij het gezicht van het tijdschrift kan worden. Jo laat zich door Dick overreden om met hem mee te gaan naar Parijs. Ze wil er de filosoof Emile Flostre ontmoeten. Ze is niet erg geïnteresseerd in fotografie, maar ze wordt intussen wel verliefd op Dick.

## Rolverdeling
| Acteur                | Personage           |
| --------------------- | ------------------- |
| Audrey Hepburn        | Jo Stockton         |
| Fred Astaire          | Dick Avery          |
| Kay Thompson          | Maggie Prescott     |
| Michel Auclair        | Prof. Emile Flostre |
| Robert Flemyng        | Paul Duval          |
| Dovima                | Marion              |
| Suzy Parker           | Danseres            |
| Sunny Hartnett        | Danseres            |
| Jean Del Val          | Kapper              |
| Virginia Gibson       | Babs                |
| Sue England           | Laura               |
| Ruta Lee              | Lettie              |
| Alex Gerry            | Dovitch             |
| Iphigenie Castiglioni | Armande             |

## Filmmuziek
- Think Pink!
- How Long Has This Been Going On?
- How Long Has This Been Going On? (reprise)
- Funny Face
- Bonjour, Paris!
- Clap Yo' Hands
- He Loves and She Loves
- Bonjour, Paris! (reprise)
- On How to Be Lovely
- Basal Metabolism
- Let's Kiss and Make Up
- 'S Wonderful